# Catharine Pendrel
Catharine Pendrel, née le 30 septembre 1980 à Fredericton, est une coureuse cycliste canadienne spécialiste de VTT cross-country.

## Biographie
En 2011, elle termine à la deuxième place de la coupe du monde. Elle remporte trois manches, au Mont-Sainte-Anne, à Nové Město na Moravě et lors de la dernière manche à Val di Sole. Lors des mondiaux de Champéry en Suisse, elle termine à la première place, devançant la Polonaise Maja Włoszczowska de 28 secondes.
En 2014, elle gagne le championnat du Canada de cyclo-cross pour la seconde année de suite.

## Palmarès en VTT

### Jeux olympiques
- Rio 2016
  -  Médaillée de bronze en VTT cross-country
- Tokyo 2020
  - 18e du cross-country

### Championnats du monde
- Canberra 2009
  -  Médaillée d'argent du relais mixte par équipes
- Champéry 2011
  -  Championne du monde de cross-country
- Lillehammer-Hafjell 2014
  -  Championne du monde de cross-country

### Coupe du monde
- Coupe du monde de cross-country (3)
  - 2008 : 2e du classement général, vainqueur d'une manche
  - 2009 : 3e du classement général, vainqueur d'une manche
  - 2010 : 1re du classement général, vainqueur de 3 manches
  - 2011 : 2e du classement général , vainqueur de 3 manches
  - 2012 : 1re du classement général, vainqueur de 3 manches
  - 2013 : 7e du classement général
  - 2014 : 2e du classement général, vainqueur d'une manche
  - 2015 : 4e du classement général
  - 2016 : 1re du classement général, vainqueur d'une manche
  - 2017 : 12e du classement général
  - 2018 : 21e du classement général
  - 2019 : 10e du classement général
  - 2021 : 25e du classement général

### Jeux du Commonwealth
- Glasgow 2014
  -  Médaillée d'or du cross-country

### Championnats panaméricains
- 2006
  -  Médaillée d'argent de cross-country

### Jeux panaméricains
- Rio de Janeiro 2007
  -  Médaillée d'or de cross-country
- Toronto 2015
  -  Médaillée d'argent du cross-country

### Championnats du Canada
- Championne du Canada de cross-country : 2009, 2010, 2011, 2012, 2014 et 2015

## Palmarès en cyclo-cross
- 2013-2014
  -  Championne du Canada de cyclo-cross
  - BC Grand Prix of Cyclo-cross, Surrey
- 2014-2015
  -  Championne du Canada de cyclo-cross
  - Manitoba GP of Cyclocross, Winnipeg